# Rio Paraopeba
Der Rio Paraopeba ist ein etwa 540 km langer Fluss im brasilianischen Bundesstaat Minas Gerais. 

## Flusslauf
Der Rio Paraopeba entspringt in der Serra das Vertentes 6 km südwestlich von Cristiano Otoni auf einer Höhe von etwa 1120 m. Er fließt in nordnordwestlicher Richtung. Er fließt südwestlich an dem Ballungsraum von Belo Horizonte vorbei. Er weist ein teils stark mäandrierendes Verhalten mit vielen engen Flussschlingen auf. Bei Flusskilometer 62 befindet sich die 45 m hohe Talsperre des Wasserkraftwerks Retiro Baixo (82 MW; ⊙). Der Río Paraopeba erreicht schließlich den Três-Marias-Stausee. Dieser bedeckt etwa 45 Kilometer des Unterlaufs und liegt gewöhnlich auf einer Höhe von 566 m. Über den Rio São Francisco gelangt das Wasser schließlich in den Atlantik.

## Dammbruch von Brumadinho
Am 25. Januar 2019 kamen beim Dammbruch von Brumadinho (⊙) mindestens 270 Menschen ums Leben. Das Ökosystem des Flusses, in den die Schlammlawine floss, galt als zerstört.
Auch im Januar 2022 kam es zu Überschwemmungen in Minas Gerais.

## Fauna
Zur Fischfauna des Rio Paraopeba und seiner Nebenflüsse gehören die Arten Bunocephalus hartti, Harttia longipinna, Harttia torrenticola, Hisonotus vespuccii, Hypostomus freirei, Hypostomus guajupia, Neoplecostomus franciscoensis, Pareiorhina rosai, Plesioptopoma curvidens und Trichomycterus rubiginosus.